# Colias eurytheme
Colias eurytheme är en fjärilsart som beskrevs av Jean Baptiste Boisduval 1852. Colias eurytheme ingår i släktet Colias och familjen vitfjärilar. Inga underarter finns listade i Catalogue of Life.
Arten förekommer i Nordamerika från centrala Kanada till södra Mexiko. Från centrala USA norrut hittas den endast under varma månader. Habitatet utgörs av öknar, savanner och andra gräsmarker, buskskogar och jordbruksmark. Larverna lever på olika växter som foderlusern, vitklöver och vit sötväppling. De betraktas ofta som skadedjur och dödas med bekämpningsmedel. Fortplantningstiden sträcker sig längre norrut från maj till oktober och längre söderut från februari till november. Övervintringen sker som puppa. Vuxna exemplar har nektar som föda.
För beståndet är inga hot kända. Hela populationen ökar. IUCN listar arten som livskraftig (LC).

## Bildgalleri

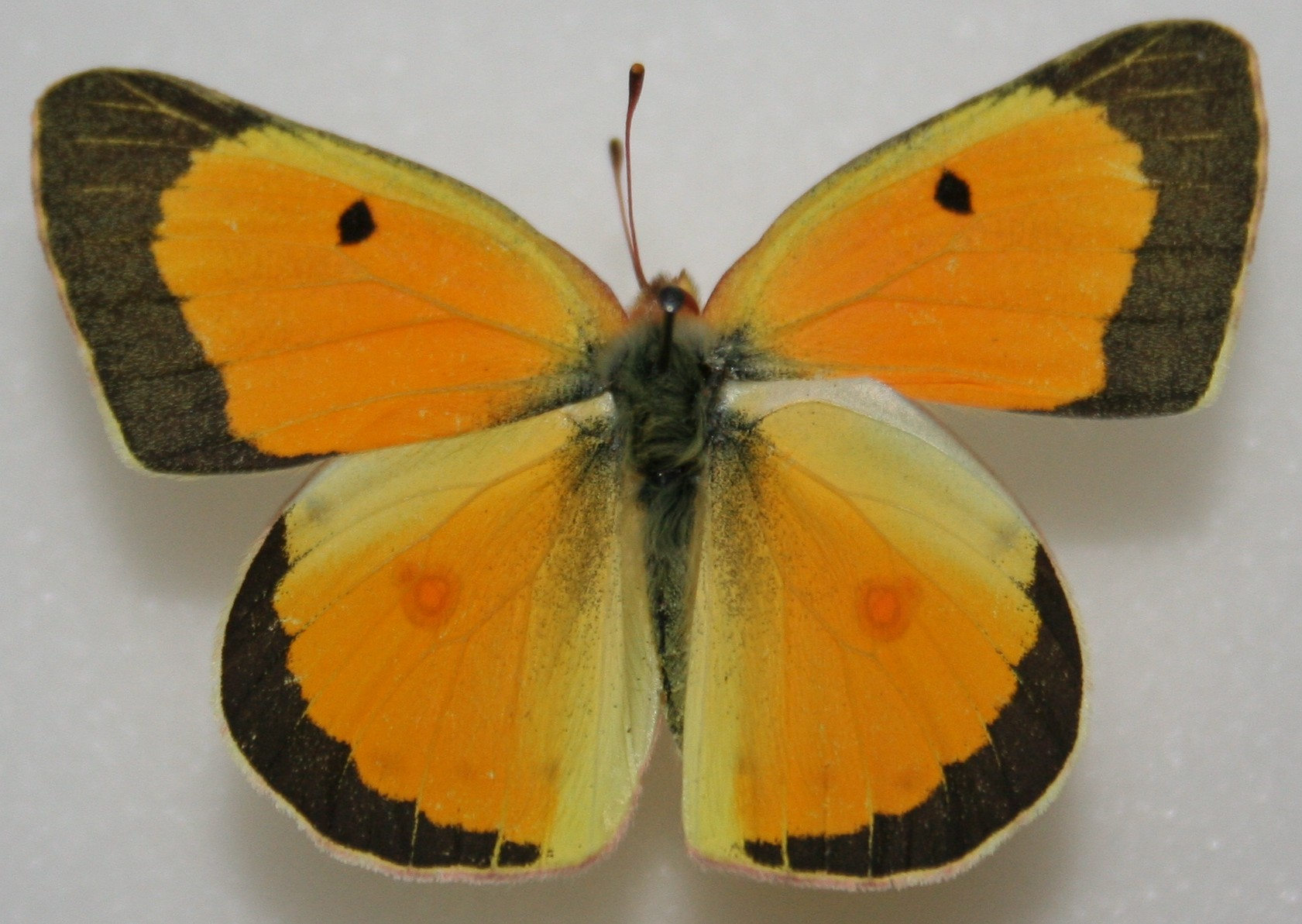
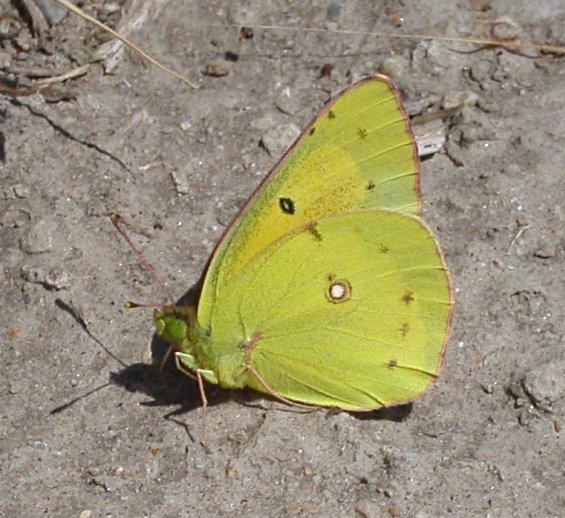
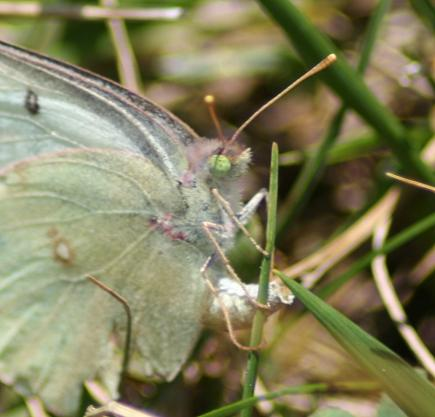